# テュービンゲン大学福音主義神学部

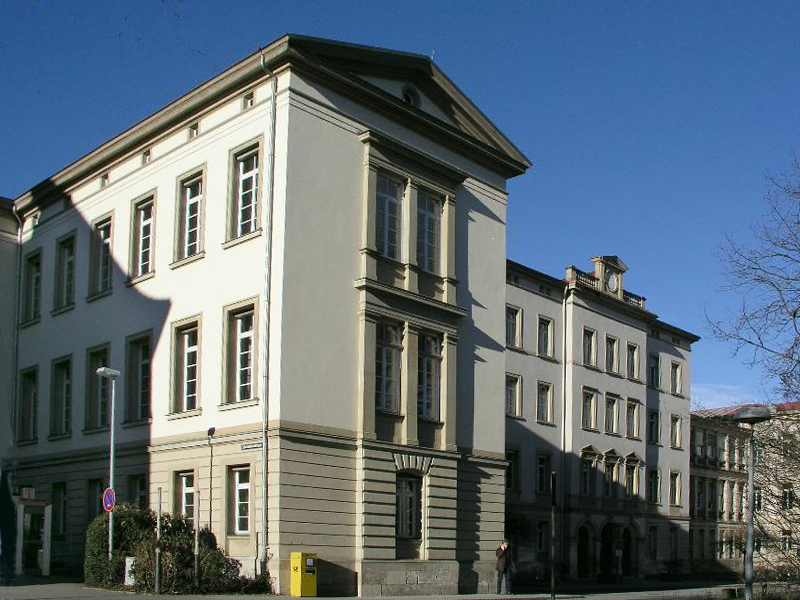
神学部棟Theologicum

テュービンゲン大学福音主義神学部(ドイツ語: Evangelisch-Theologische Fakultät Tübingen ）はテュービンゲン大学を構成する学部の一つである。福音主義神学を研究、教授する学部であり、旧約聖書学、新約聖書学、教会史、組織神学、実践神学、宗教学という専攻分野が置かれている。2004/05冬学期以降、文化科学関係学部との共同研究に際しての重点部門はユダヤ学である。

## 歴史
現在の福音主義神学部の前身である神学部は法学部、医学部、哲学部と並んで1477年のテュービンゲン大学創設時から設置されていた。欧州各地を放浪していたウルリヒが1534年にヴュルテンベルク公に返り咲き、宗教改革を導入し、翌年テュービンゲン大学神学部を福音主義神学部に改編させた。ウルリヒ (ヴュルテンベルク公)は1537年から1538年までヴュルテンベルクの宗教改革者ヨハネス・ブレンツを教授としてテュービンゲン大学に招聘している。宗教改革によって大学内における福音主義神学部の指導的地位は確立し、教会の影響力も強められた。神学部教授たちと教会指導部は密接につながり、神学教授のポストの３つは教区長、学部長とシュティフト(神学寮)教会牧師に占められていた。加えて、1817年まで神学部筆頭教授は大学総長を兼任していた。教授活動の重点は当初聖書釈義に置かれていたが、順次他の諸科目が導入された。例えば、1652年に教義学、1720年までに教会史と説教学が導入された。19世紀に入るといわゆる テュービンゲン学派がこの福音主義神学部において発展した。1813年に最後の学科として実践神学が正規科目に組み込まれた。
1826年、福音主義神学部の再編が実施され、フェルディナント・クリスティアン・バウアが招聘され、青年テュービンゲン学派が発展することになった。この神学部の本来の使命はヴュルテンベルクの福音主義教会(ルター派)牧師養成であったが、ドイツ語圏全域から多くの学生が集り、その影響力はドイツ語圏の福音主義教会全体に及んでいる。カール・バルトやルドルフ・ブルトマン、 ディートリヒ・ボンヘッファーも学生時代にこの神学部に在籍しており、ドイツの福音主義神学の発展にも大きな影響を与え続けている。この神学部で福音主義神学を学ぶ学生総数は1984/85冬学期において2250人にまで達した。神学部の負担軽減を目的とする2001年の人文科学分野再編後において、専攻として福音主義神学を学ぶ学生数は2011年冬学期に783人に達した。福音主義神学部長は教会法と近代教会史担当のユルゲン・カンプマン教授である(2013年10月就任)。

## 講座一覧
- 旧約聖書学部門
  - 旧約聖書学(旧約聖書文学史)講座: エアハルト・ブルーム教授
  - 旧約聖書学(旧約聖書神学)講座:マルティン・ロイエンベルガー教授
  - 聖書考古学講座:イェンス・カムラー教授
  - 旧約聖書学員外教授: ハインツ＝ディーター・ネーフ教授
- 新約聖書学部門
  - 新約聖書学(新約聖書、古代ユダヤ教)講座: ミヒャエル・ティリー教授[6]
  - 新約聖書学(福音書研究) 講座: ハンス＝ヨアヒム・エクスタイン教授
  - 新約聖書学(パウロ、パウロ学派、新約聖書神学、聖書解釈学)講座: クリストフ・ラントメッサー教授
- 教会史部門
  - 教会史(中世、宗教改革史)講座: フォルカー・レピン教授
  - 教会史(初代教会史): フォルカー・ヘニング・ドレコール教授
  - 教会史(近現代教会史、教会法)講座: ユルゲン・カンプマン教授
- 組織神学部門
  - 組織神学(基礎神学、宗教哲学)講座: クリストフ・シュヴェベル教授
  - 組織神学(キリスト教倫理学)講座: エリザベート・グレーブ＝シュミット教授
  - 組織神学(教義学)講座: フリードリヒ・ヘルマニ教授
- 実践神学部門
  - 実践神学(説教学)講座: ゲラルド・クレッチマー教授
  - 実践神学(宗教教育学)講座: フリードリヒ・シュバイツァー教授
  - 実践神学(牧会学)講座: ビルギット・ヴァイル教授
- 宗教学、ユダヤ学部門 Abteilung Religionswissenschaft und Judaistik
  - 宗教学、ユダヤ教学講座: シュテファン・シュライナー教授

## 施設
福音主義神学部はカトリック神学部と共に神学部棟Theologicumに入っている。神学部棟旧館には教室、演習室等が置かれている。この旧館は以前の医学部付属病院 であり、新古典主義建築様式の建造物である。1989年に共同図書館の入る神学部棟新館が落成した。

## 関係者
- ユルゲン・モルトマン(組織神学教授1967年-1994年）
- エーバーハルト・ユンゲル（組織神学教授1969年-2003年）
- エルンスト・ケーゼマン(新約聖書学教授1959年-1971年)
- マルティン・ヘンゲル(新約聖書学教授1972年-1992年)
- ペーター・シュトゥールマッハー(新約聖書学教授1972年-2000年）

## 学生寮
テュービンゲン大学には福音主義学生の入る学生寮がある。
- テュービンゲン福音主義神学寮
- アルブレヒト＝ベンゲル＝ハウス、(敬虔主義者)が多く入寮している。